# 千島艦事件

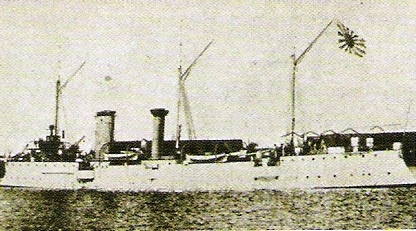
沈没した水雷砲艦千島。

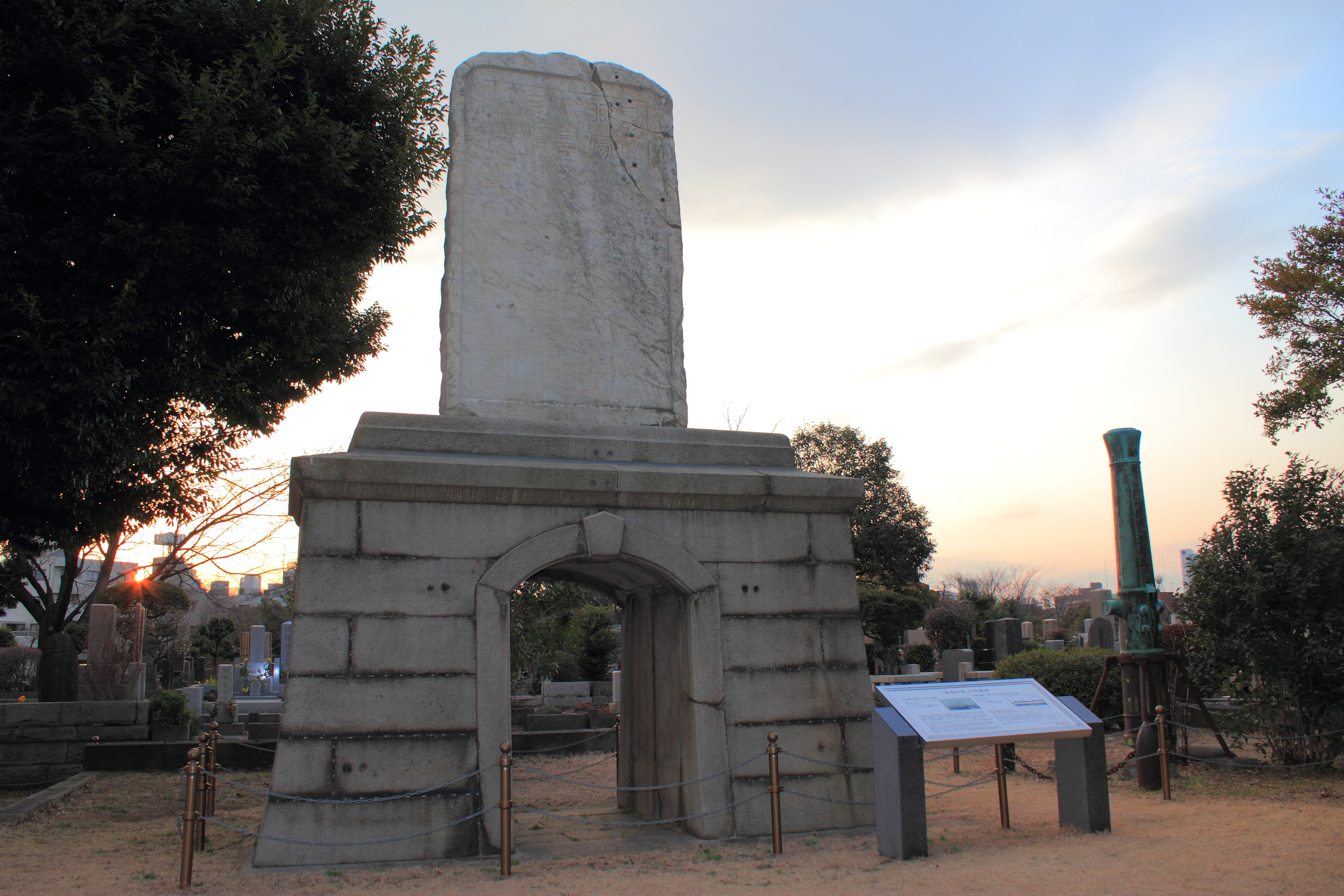
青山霊園『畝傍の森』。畝傍 (防護巡洋艦)の記念碑（左）と千島の砲身。

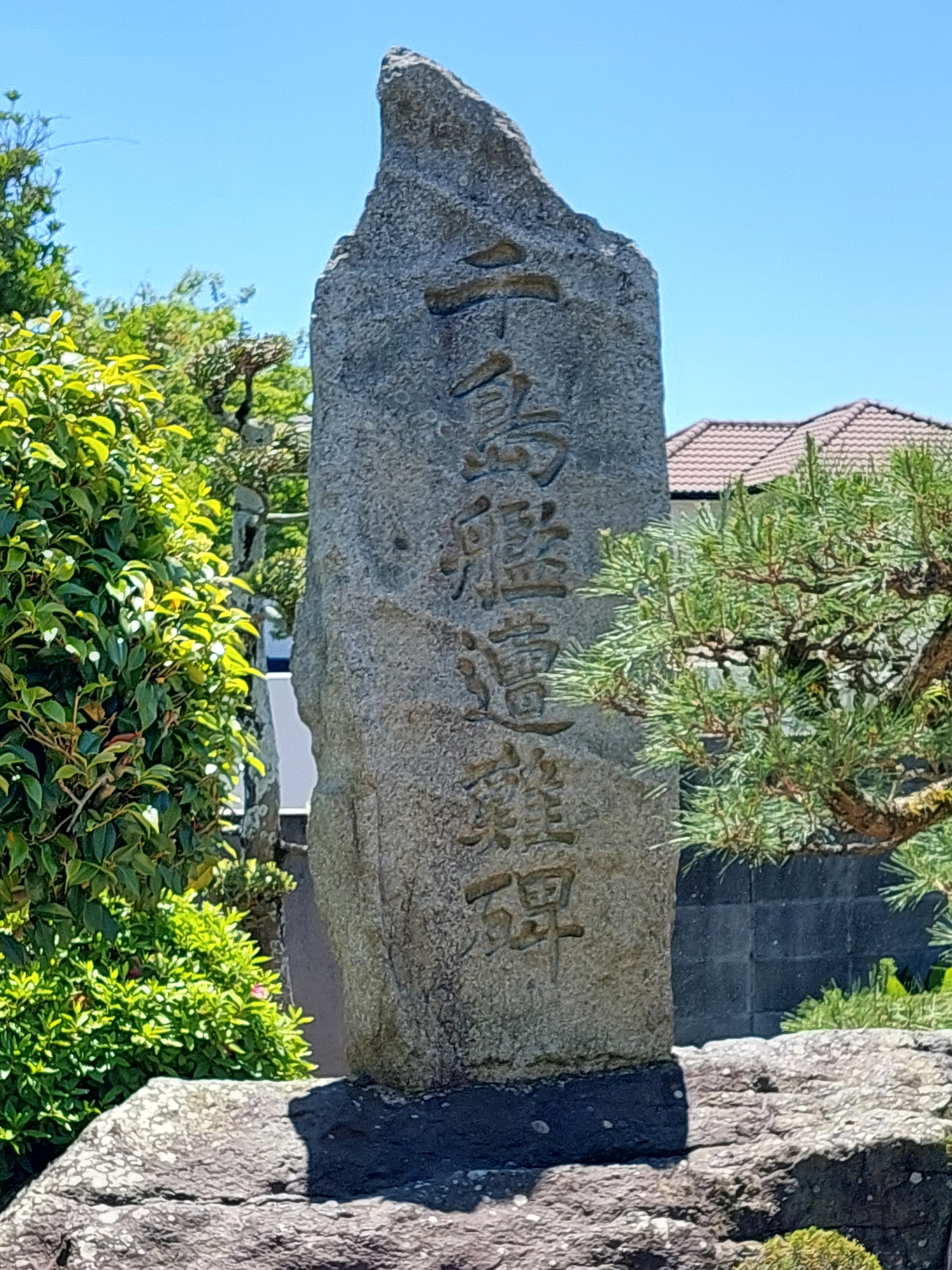
千島艦遭難碑（浄福寺）

千島艦事件（ちしまかんじけん）とは、1892年11月30日に日本海軍の水雷砲艦千島がイギリス商船と衝突、沈没した事件。日本政府が訴訟当事者として外国の法廷に出廷した最初の事件であり、領事裁判権の撤廃問題と絡んで日本の国内外を巻き込む政治問題に発展した。

## 概要
1892年、日本海軍がフランスに発注していた砲艦千島が完成した。鏑木誠の指揮下、海軍の手により日本に回航し、長崎港を経由して神戸港に向かった。ところがその途中の1892年11月30日、愛媛県和気郡沖の瀬戸内海において、イギリスのP&O（当時の日本国内の呼称はピーオー汽船会社）所有のラヴェンナ号と衝突し、千島は沈没して乗組員74名が殉職した（ラヴェンナ号も損傷を受けた）。
だが、当時の日本は安政五カ国条約によって領事裁判権が設定されており、イギリス商船に関する裁判は横浜の横浜英国領事裁判所を第一審とすることになっていた。そのため、当時の第2次伊藤内閣は1893年5月6日に弁護士の岡村輝彦（後の中央大学総長）を代理人とし、P&Oを相手として85万ドルの賠償を求める訴訟をイギリス領事裁判所に起こした。これに対してP&Oも日本政府を相手として10万ドルの賠償を求める反訴を起こした。
1審は反訴のみが却下され、日本側の実質勝利とされたが、双方とも不服を抱いて上級審にあたる上海の英国高等領事裁判所に控訴した。ところが、2審ではP&Oの全面勝訴となった。この判決結果に加え、原告が元首である天皇の名義であったのか否かについての議論が湧きあがった。帝国議会では、立憲改進党の鳩山和夫らが政府を追及、同党とともに硬六派を形成していた各党や世論もこれに呼応した。硬六派は領事裁判権を含めた全面的な条約改正か現行条約の条文を徹底遂行して外国人の居留地に押込めるように迫った（条約励行運動）。
これに対して政府は2度にわたって衆議院解散を断行する一方、イギリス本国の枢密院に上告を決めた。政府内には岡村の能力を不安視して末松謙澄や金子堅太郎に代理人として派遣する構想も出されたものの、最終的には岡村に一任することとなった。1895年7月3日に枢密院は上海の判決を破棄して横浜領事館への差し戻しを命じるとともに、P&Oに日本側の訴訟費用約12万円の負担を命じた。その後、イギリス外務省の意向を受けた領事館によって和解が図られ、1895年9月19日に日本政府とP&Oの間で和解が成立、P&Oは1万ポンド（日本円で90,995円25銭）の和解金と日本側の訴訟費用全額を負担する代わりに日本政府は一切の請求権を放棄した。

## その他
- 俳人の正岡子規は、同年12月2日の新聞「日本」に、千島艦事件に付いて「海の藻屑」と題した俳句時評を記述。「もののふの　河豚にくはるる　悲しさよ」という句を詠んでいる。
- 1917年（大正6年）1月14日、愛媛県温泉郡堀江村（現在の松山市堀江町）の浄福寺境内に千島艦遭難碑（東郷平八郎揮毫）が建てられた[2]。

## 関連文献
- 山本政雄「海難事故としての『千島艦事件』に関する考察」
錦正社『軍事史学』47巻1号、No.185　2011年6月。 ISBN 978-4-7646-1185-6
- 末木孝典「司法省顧問カークウッドと明治政府」
吉川弘文館『日本歴史』2011年8月号 No.759　ISSN 0386-9164　p55～p71